# Dolichopus armeniacus
Dolichopus armeniacus är en tvåvingeart som beskrevs av Stackelberg 1926. Dolichopus armeniacus ingår i släktet Dolichopus och familjen styltflugor. Inga underarter finns listade i Catalogue of Life.